# Ketalachs

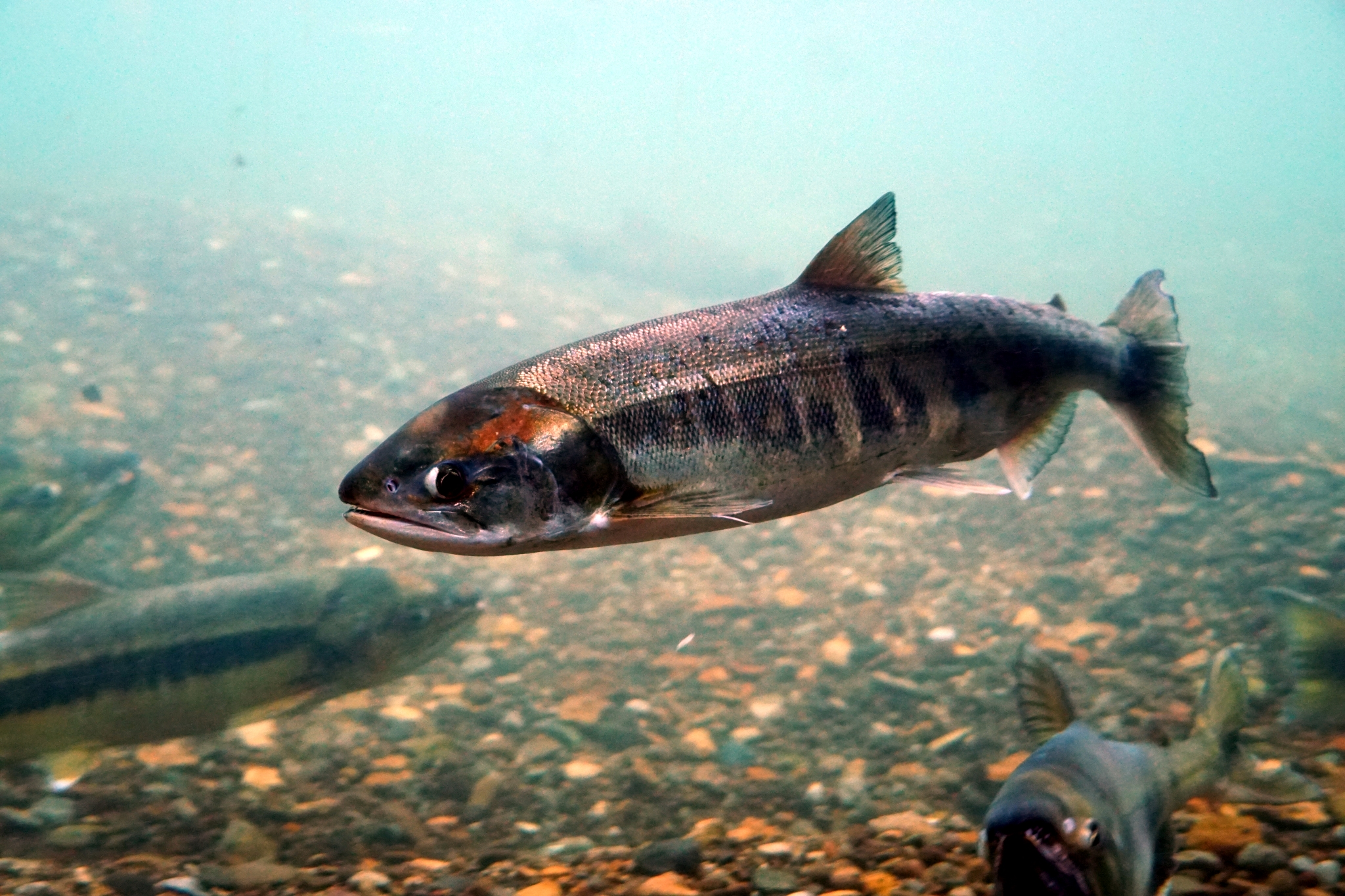
Ketalachs (Oncorhynchus keta), Weibchen, beim Laichaufstieg im Chitose einem Fluss in der Unterpräfektur Ishikari, Japan

Der Ketalachs (Oncorhynchus keta; russisch Кета́/Keta, wovon der wissenschaftliche Name abgeleitet wurde; englisch Chum salmon; deutsch auch Hundslachs) ist eine Art der im Pazifischen Ozean lebenden Lachse.

## Merkmale
Der Ketalachs kann bis zu 100 Zentimeter lang werden und ein Gewicht von über 15 Kilogramm erreichen. Im Meer hat er eine silbrig blaugrüne Farbe und im Gegensatz zu anderen pazifischen Lachsarten weniger oder keine Punkte. Große Exemplare sind am Rücken stahlblau. Im Süßwasser haben die Männchen einen dunkelolivgrünen bis schwarzen Rücken, rötlichgraue Seiten mit vertikalen grünen Streifen und einen dunkelgrauen Bauch. Die Weibchen sind ähnlich gefärbt, aber mit undeutlicherer Zeichnung.
Die ungeteilte Rückenflosse besitzt 10 bis 14, die Afterflosse 13 bis 17 weiche Flossenstrahlen. An den ersten Kiemenbögen befinden sich 12 bis 15 Reusendornen.

## Verbreitung
Der Ketalachs kommt an der amerikanischen Küste des Pazifiks von Alaska bis Oregon, in geringerem Maße entlang der kalifornischen Küste bis etwa San Diego vor, an der asiatischen Küste im Beringmeer und Ochotskischen Meer südwärts bis Japan und Korea. Relativ wenige Ketalachse durchschwimmen die Beringstraße und erreichen die in die Tschuktschensee, Ostsibirische See und Laptewsee mündenden Flüsse bis zur Lena sowie die Beaufortsee bis zum Mackenzie.

## Lebensweise
Die Lachse werden in Seen und teils schnellfließenden Flüssen auf dem Festland geboren, verbleiben dort aber nur wenige Monate. Dann wandern sie ins Meer, was bis zu drei Jahre dauert. Dort bleiben sie zwei bis vier Jahre, bis sie zurück zu ihrem Geburtsgewässer schwimmen, dort laichen und danach sterben. Der Ketalachs erreicht ein Alter von vier bis sieben Jahren. Die weiten Wanderungen zwischen Geburtsgewässer und offenem Meer werden bei Ketalachs, Rotlachs und Königslachs auf deren Magnetsinn zurückgeführt.
Das Weibchen legt 3000 bis 4500 bis zu neun Millimeter große Eier in eine bis über zwei Meter lange, mit dem Schwanz am Gewässergrund gegrabene Vertiefung ab, welche dann vom Männchen mit einem mehrere Quadratmeter großen Sandhügel bedeckt und einige Tage bewacht wird. Einige Lachse laichen im Juli bis August, andere wandern die Flüsse (z. B. den Amur und seine Nebenflüsse) bis zu 2000 Kilometer aufwärts und laichen erst im September bis Dezember. Bis zum Schlüpfen der Jungfische vergehen 60 bis 120 Tage.
Jungtiere ernähren sich von Zooplankton und Insekten, erwachsene Fische von Weichtieren, Krebsen und kleineren Fischen.

## Nutzung
Der relativ häufige Ketalachs war lange Zeit die wirtschaftlich am wenigsten geschätzte pazifische Lachsart, insbesondere auf der amerikanischen Seite des Pazifik. Seit den 1980er-Jahren wuchs seine Bedeutung jedoch, vor allem wiederum in Japan und Russland. Besonders gefragt ist der großkörnige, rote Ketakaviar.
In Russland und in Japan ist der Ketalachsfang in Flüssen verboten.